# Blindheim
Blindheim er en kommune i Landkreis Dillingen an der Donau i Regierungsbezirks Schwaben i den tyske delstat Bayern, med knap 1.700 indbyggere. Den er en del af Verwaltungsgemeinschaft Höchstädt an der Donau.

## Geografie
Blindheim ligger i Region Augsburg.
Der er i kommunen landsbyerne Blindheim, Unterglauheim, Wolpertstetten, Berghausen og Weilheim.

## Historie
Byen er kendt i forbindelse med Slaget ved Blenheim, der stod den 13. august 1704. Det var under den Spanske Arvefølgekrig, og var mellem en allieret styrke under ledelse af Hertugen af Marlborough John Churchill og Prins Eugen af Savoyen og en fransk hær under Tallard. Den allierede hær, domineret af engelske og østrigske enheder, slog de franske styrker før de kunne forene sig med deres bayriske forbundsfæller og delte de facto den europæiske del af konflikten i en norditaliensk del og en nederlandsk del og sendte Bayern ud af krigen. Landsbyen hedder i dag Blindheim og slaget benævnes, specielt i tysk historie, til tider som Slaget ved Höchstädt, efter den større naboby.